# Onga (Gabón)
Onga es una comuna gabonesa, chef-lieu del departamento de Djoué de la provincia de Haut-Ogooué.
En 2013 la comuna tenía una población de 946 habitantes, de los cuales 436 eran hombres y 510 eran mujeres. En el anterior censo de 2003 tenía 1085 habitantes.
Se ubica unos 100 km al noreste de la capital provincial Franceville, cerca de la frontera con la República del Congo. Es la localidad más importante situada en el entorno del nacimiento del río Sébé, uno de los principales afluentes del Ogooué por su margen derecha.